# Ángel Luis Ríos Matos
Ángel Luis Ríos Matos (Aguada, Puerto Rico, 5 de octubre de 1956) es un obispo católico, profesor, filósofo, teólogo y canonista puertorriqueño.

## Biografía
Nacido en la localidad puertorriqueña de Aguada, el día 5 de octubre del año 1956.
Proviene de una familia de tradición católica.
Realizó la primaria y la secundaria en el Instituto Secular de los Hermanos Misioneros de la Caridad y luego pasó a estudiar Filosofía en la Pontificia Universidad Católica de Puerto Rico (PUCPR), donde se licenció. 
Más tarde marchó a Colombia para licenciarse en Teología por la Pontificia Universidad Javeriana de Bogotá (PUJ).
De vuelta en Puerto Rico, finalmente el 11 de enero de 1985 fue ordenado sacerdote para la diócesis de Mayagüez, por el entonces obispo Ulises Casiano Vargas.
Tras su ordenación sacerdotal continuó con sus estudios universitarios, que concluyeron con un doctorado en Derecho Canónico.
Una vez finalizada su formación, ya inició su ministerio pastoral.
Pasó sus primeros años de sacerdocio ejerciendo como vicario, administrador, pastor en diferentes parroquias y responsable de la pastoral juvenil y vocacional.
Más tarde ha ejercido de director espiritual del Movimiento de Cursillos de Cristiandad (MCC), ha trabajado como profesor de la Universidad Interamericana de Puerto Rico (UIPR), ha sido miembro del Colegio de Consultores y de la Comisión de Seguridad Social del Clero Secular y fue Juez de la Corte Diocesana.
Actualmente es Presidente del Tribunal Eclesiástico, Sacerdote Parroquial en la Parroquia San Sebastián Mártir y profesor de la Facultad de Derecho de la Pontificia Universidad Católica de Puerto Rico.
De manera reciente, el día 9 de mayo de 2020 ha sido nombrado por el Papa Francisco como nuevo 3.er obispo de Mayagüez, en sucesión de Álvaro Corrada del Río, quien presentó su renuncia al papa tras haber alcanzado el límite de jubilación canónica.